# Arjuna (Mythologie)

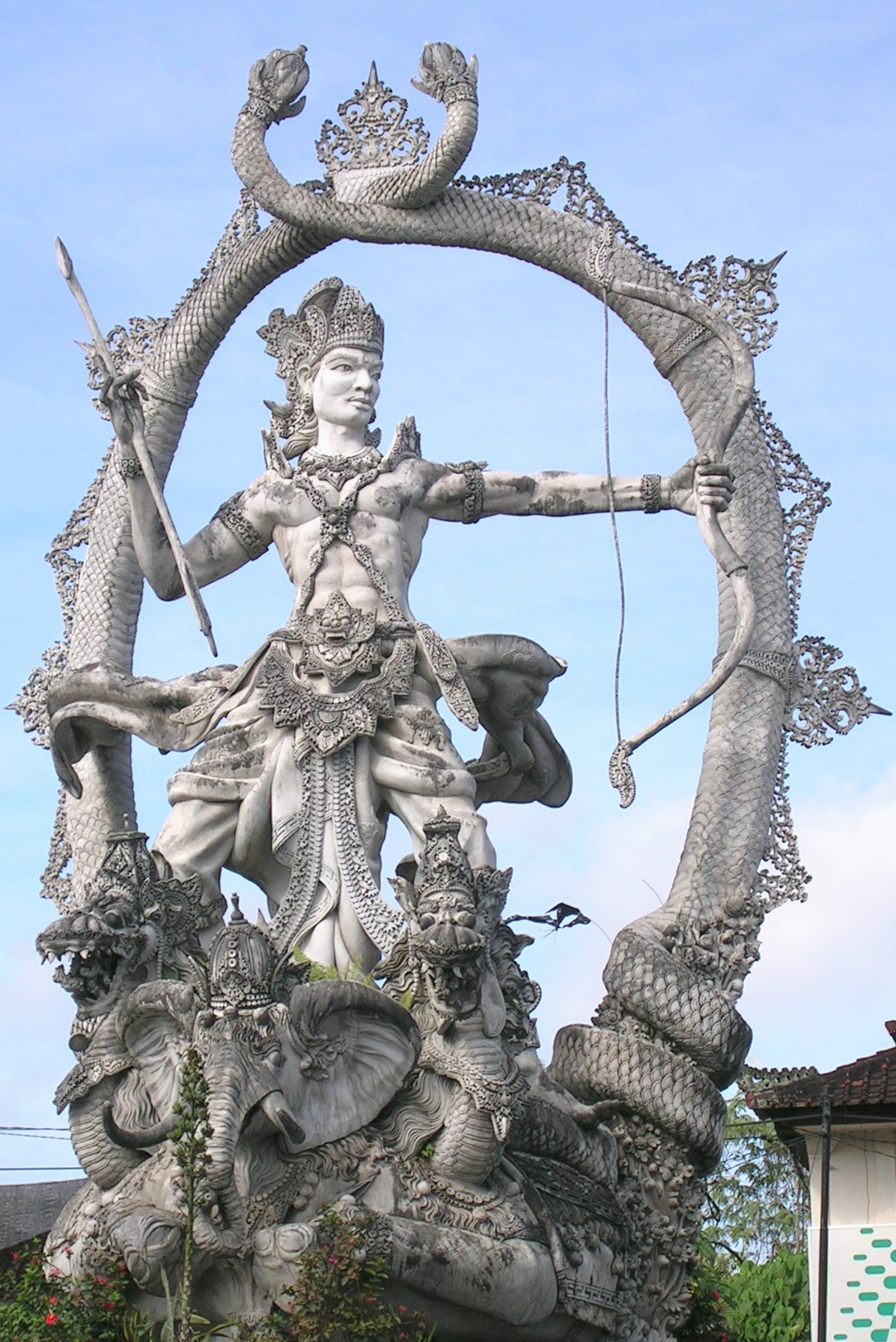
Statue von Arjuna in Ubud.

Arjuna (Sanskrit, m., अर्जुन, [ʌɽʤunʌ]) ist eine zentrale Heldengestalt im indischen Epos Mahabharata. Er ist der dritte Sohn des Königs Pandu und seiner Frau Kunti und der dritte der fünf Pandava-Brüder. Außerdem ist er Krishnas Dialogpartner in der Bhagavad Gita, einer der zentralen Schriften des Hinduismus, und eine sehr populäre Figur im javanischen Wayang.

## Leben nach dem Mahabharata
König Pandu kann aufgrund eines Fluches keine Kinder zeugen; darum gebären seine beiden Frauen Kunti und Madri Söhne, die von Göttern gezeugt wurden. Nach ihrem (nicht-leiblichen) Vater werden sie Pandavas genannt. Arjuna wird vom  Himmelsgott Indra gezeugt. Er entwickelt sich zu einem hervorragenden Bogenschützen und bekommt von Agni den magischen Bogen Gandhiva geschenkt. Zusammen mit seinen vier Brüdern lebt er in Vielehe mit Draupadi zusammen. Das Mahabharata erzählt, dass er sie durch die Beherrschung des Bogens als Frau gewinnen konnte, durch ein Missverständnis seiner Mutter Kunti jedoch musste er die Prinzessin mit seinen Brüdern teilen.
Nach einem verlorenen Würfelspiel gegen ihre Widersacher, die Kauravas, sind die fünf Pandavas gezwungen, zusammen mit Draupadi in die Wälder zu gehen. Dort sollen sie den Bedingungen gemäß zwölf Jahre leben und dann das dreizehnte Jahr unerkannt in der Gesellschaft verbringen. Würden sie entdeckt werden, müssten sie weitere zwölf Jahre in die Verbannung. Während seines zwölfjährigen Wanderlebens besteht Arjuna zahlreiche Abenteuer. Als er sich bei Gangadvara mit dem heiligen Wasser des Ganges besprengt, erfasst ihn die verliebte Naga-Prinzessin Ulupi, des Kauravya Tochter, und zieht ihn hinab auf den Grund des Wassers, in den Naga-Palast, wo sie von ihm Mutter des Iravat wird. Außerdem heiratet Arjuna Krishnas Schwester Subhadra, die ihm den Sohn Abhimanyu gebiert.
Während sich Arjuna auf dem Berg strenger Askese widmet, wird er einer Erscheinung des Shiva teilhaftig, der sich ihm in Gestalt eines mit Bogen und Pfeil bewaffneten Waldmenschen oder Kirata zeigt. Arjuna kämpft mit dem Kirata und erhält von ihm, nachdem er sich ihm als der Gott offenbart hat, die himmlische und unwiderstehliche Waffe, Bogen Pasupata, verliehen. Arjuna wird nun fünf Jahre lang in Indras Himmel im Gebrauch der göttlichen Waffen, daneben aber auch durch den Gandharva-Fürsten Citrasena im Gesang und Tanz unterrichtet. Indra schickt den Citrasena zur Apsaras Urvashi. Sie solle dem Arjuna, der sie so aufmerksam angeblickt habe, ihre Gunst schenken. Urvashi verliebt sich sofort in ihn, als ihr seine Vorzüge geschildert werden. Urvashi versucht, Arjuna zu verführen, doch bleibt dieser standhaft und erklärt ihr, dass er sie nur angesehen habe, weil sie die ehrwürdige Mutter seines eigenen Stamms sei (Arjunas Vorfahre war ein Sohn Puruvaras und der Urvashi gewesen). Zornig verflucht die verschmähte Urvashi den Arjuna, er möge zum Eunuchen und Tänzer werden.
Arjuna gibt sich nun als Eunuch aus, lebt in Frauenkleidern, hat seine Haare geflochten und trägt Arm- und Fußringe aus Seemuscheln. Er unterrichtet die Frauen am Hofe in Tanz, Gesang sowie im Spiel der Musikinstrumente. Eines Tages kommt es zu einem Kampf zwischen den angreifenden Kauravas und dem Heer der Matsyas. Arjuna und seine Brüder kämpfen zunächst in Verkleidung, doch vollendet sich das dreizehnte Jahr der Verbannung während der Kämpfe und Arjuna kann sich zu erkennen geben. Er ist der stärkste Kämpfer und Held seiner Zeit und besiegt alle Helden der Kauravas. Dem König Duryodhana aber bricht er die Krone zum Zeichen der Erniedrigung entzwei.
Obwohl die Pandavas ihre Schuld aus dem Würfelspiel mit der dreizehnjährigen Verbannung erfüllt haben, sind die Kauravas entgegen den Vereinbarungen nicht bereit, ihren Cousins die Hälfte des Königreiches zurückzugeben. Nach langen Verhandlungen kommt es darum zur alles entscheidenden Schlacht zu Kurukshetra. Arjuna ist bereit, seine Kriegerpflichten zu erfüllen. Als er aber auf der Gegenseite seine zahlreichen Verwandten, seinen Lehrer und andere von ihm geschätzte Personen erblickt, verzweifelt er und will nicht kämpfen. In diesem Augenblick ist es sein Freund und Wagenlenker Krishna, der ihm den rechten Weg zum richtigen Handeln zeigt. Er belehrt ihn in der Bhagavadgita, dem „Gesang des Erhabenen“, über die drei Wege zur Erlösung, den Weg des pflichtgemäßen Handelns, der Erkenntnis und der Gottesliebe (Bhakti) und offenbart sich ihm als der höchste Gott Vishnu.
Die Pandavas tragen in der Schlacht den Sieg davon und der ältere Bruder Arjunas, Yudhishthira wird König des Landes. Abhimanyu, der Sohn Arjunas, war ebenfalls gefallen. Seine Ehefrau Uttara brachte nach seinem Tod einen Sohn namens Parikshit zur Welt, der später ein bedeutender König wurde.

## Nach dem Kirātārjunīya
Arjuna ist auch zentrale Gestalt des indischen Kunstepos Kirātārjunīya („[Dichtung] von dem Kirāta und Arjuna“) von Bhāravi, einem Dichter, der im 6. Jahrhundert im Dekkan (wahrscheinlich auf dem Gebiet des heutigen indischen Bundesstaates Karnataka) lebte. Zentrales Thema dieses Epos ist der dramatische Kampf des epischen Helden Arjuna mit dem Gott Shiva. Arjuna begibt sich demnach zum Berg Indrakila und geht dort asketischen Übungen nach mit dem Ziel, von den Göttern eine magische Waffe zu erlangen, die ihm und seinen vier Brüdern im gerechten Kampf um ihr Königreich gegen ihre 100 Cousins und erbitterten Feinde helfen soll. Die Geister am Berg Indrakila erkennen die Kraft von Arjunas Yoga-Praxis und erbitten die Hilfe des Himmelsgottes Indra. Dieser schickte einige Gandharvas und Apsaras aus, die Arjuna stören sollen. Da es ihnen nicht gelingt, Arjuna von seiner Askese abzubringen, erscheint Indra schließlich selbst als Weiser und bestätigt Arjunas Intention, die Askese um seiner Brüder willen zu betreiben. Schließlich erfolgt noch eine dritte Prüfung: Während Arjuna sich in den Bergen aufhält, gerät er in einen Streit mit einem vermeintlichen Kirāta, also mit einem Angehörigen eines als barbarisch angesehenen bergbewohnenden Jägervolkes, der in Wahrheit jedoch niemand anders ist als Shiva, der in dieser, seine Göttlichkeit verschleiernden Gestalt gekommen ist, um Arjuna zu prüfen. Die Auseinandersetzung erreicht ihren Höhepunkt in einem Faust- und Ringkampf der Protagonisten, in dessen Verlauf Arjuna den Kirāta am Fuß packt und damit ungewollt eine typische Geste der Verehrung vollzieht. Von der Tapferkeit Arjunas beeindruckt, offenbart sich ihm Shiva daraufhin in seiner göttlichen Form, nimmt Arjunas Huldigung in Form einer Hymne entgegen und gewährt ihm schließlich die gewünschte magische Waffe.
Die Schilderung beruht nach M. Straube auf einer Episode, „die Bhāravi unter weitgehender Beibehaltung ihres narrativen Gehaltes dem alten indischen Epos Mahābhārata entnommen hat und die zu seiner Zeit in Südindien offenbar sehr beliebt war“. Der Stoff stammt aus dem dritten Parva des Mahabharata.

## Nach dem Arjunawiwaha

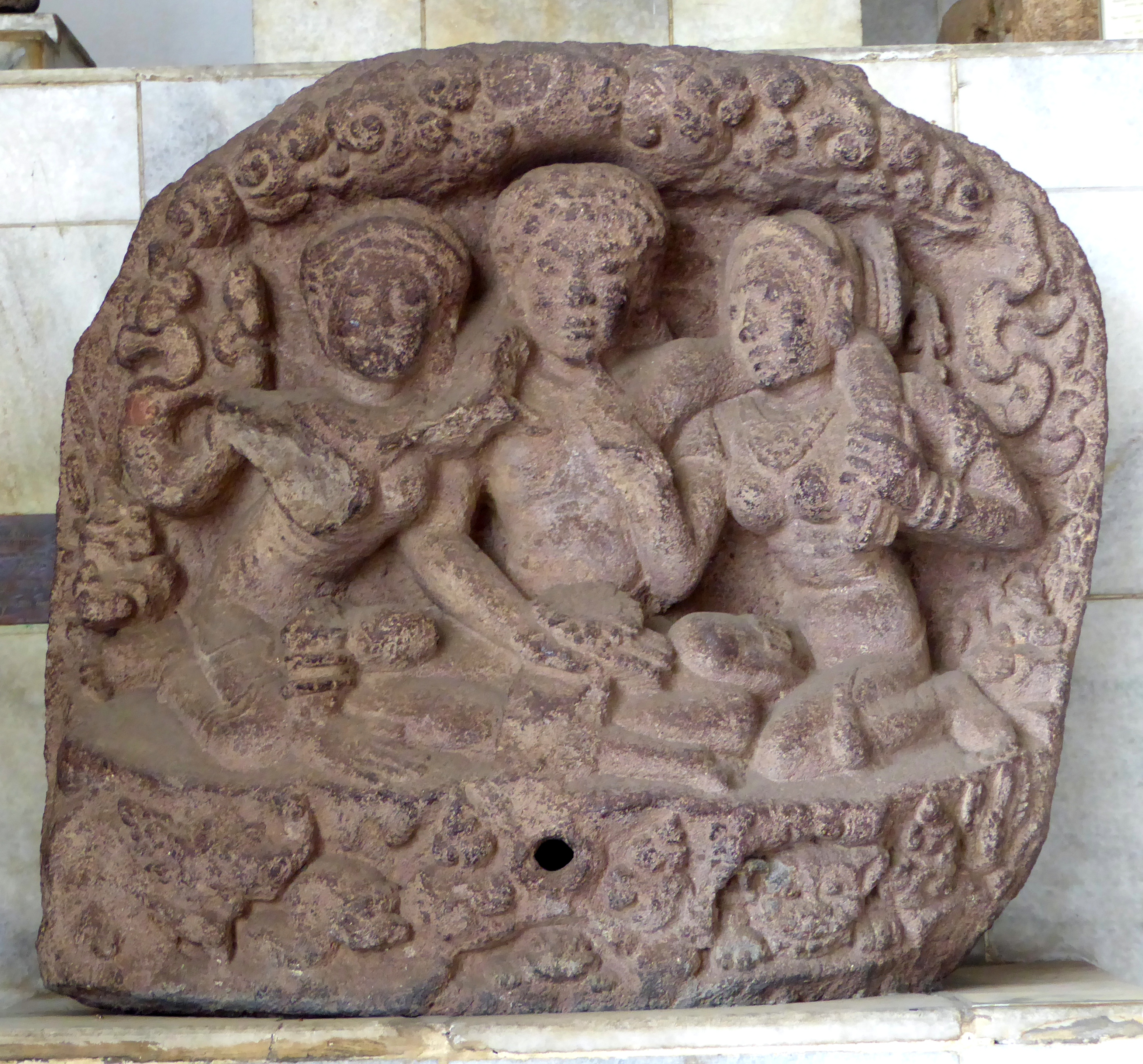
Arjunas Verführung durch die Bidadaris, Wasserspeier von Kediri im Nationalmuseum Jakarta

Ein weiteres Werk, in dem Arjuna eine zentrale Rolle spielt, ist das altjavanische Epos Arjunawiwaha („Arjunas Vermählung“), das Mpu Kanwa zwischen 1028 und 1035 für den ostjavanischen Herrscher Airlangga verfasste, wobei er sich an das Kirātārjunīya anlehnte. Demnach wird Arjuna von seinem ältesten Bruder Yudhishthira ausgesandt, um zu meditieren und eine Waffe von den Göttern zu erhalten, mit der er einen bevorstehenden Kampf mit den Kauravas bestehen kann. Arjuna zieht sich in eine Höhle auf dem Berg Indrakila zurück und meditiert dort. Zu dieser Zeit werden die Götter von dem Dämonenfürsten Niwatakawaca bedroht, dem sie aufgrund intensiver Askese die Gabe der Unverwundbarkeit verliehen haben. Er kann nur durch einen Menschen mit besonderer Shakti überwunden werden, wie man sie in der Meditation erlangen kann. Um zu prüfen, ob Arjuna diese Voraussetzung erfüllt, schickt der Götterkönig Indra sieben Bidadaris zu ihm, die versuchen sollen, ihn zu verführen. Nur wenn er ihren Verführungskünsten standhalten würde, soll er der gesuchte Mann sein. Die Bidadaris lassen vor Arjuna all ihre Reize spielen und bieten alle Verführungskünste auf, müssen jedoch enttäuscht feststellen, dass er sich nicht dadurch erweichen lässt. Nachdem Arjuna diese Probe bestanden hatte, sucht Indra ihn in Gestalt eines alten Weisen auf und prophezeit ihm, er werde die Unterstützung Shivas finden. Wie im Kirātārjunīya nähert sich Shiva ihm in Gestalt eines fremden Jägers und kämpft zunächst mit ihm, bevor er sich in seiner wahren Gestalt entpuppt und ihm einen magischen Pfeil übergibt. Nun erscheinen zwei Nymphen aus Indras Himmel bei Arjuna, bitten ihn um Hilfe und bringen ihn zu Indra. Der Gott erklärt ihm seine Aufgabe. Zusammen mit den beiden Bidadaris macht sich Arjuna auf den Weg zum Palast Niwatakawacas. Durch eine List gelingt es Arjuna, herauszufinden, dass die einzige verwundbare Stelle des Dämonenkönigs seine Zunge ist. Bei einem heftigen Kampf kann Arjuna den Dämonenkönig durch einen Schuss in eben diese töten. Arjuna empfängt daraufhin im Himmel seinen verdienten Lohn: sieben himmlische Tage (= sieben irdische Monate) nimmt er Platz auf Indras Thron, außerdem wird er mit den sieben Bidadaris vermählt, woher auch der Name des Epos rührt. Da Arjuna Sehnsucht nach seinen Brüdern hat, wird er jedoch bald in einem himmlischen Wagen zur Erde zurückgebracht, die weinenden Nymphen zurücklassend.
Arjuna verkörpert in der Geschichte das Ideal eines Kshatriya, der allen äußeren Verführungen widersteht und seine Pflichterfüllung zum Wohl der Menschheit allem anderen voranstellt, sowie eines Yogi, der seine Leidenschaften beherrscht und „den Schleier von Unwissenheit und Illusion durchschaut“. Durch sein Nicht-Reagieren auf die Verführungskünste der Bidadaris zeigt er, dass er bereits die Vollkommenheit in der Askese erreicht hat. Arjunas Askese und seine Verführung durch die Bidadaris sind in Ostjava Gegenstand mehrerer Reliefdarstellungen aus der Zeit zwischen der Mitte des 11. und dem Ende des 14. Jahrhunderts. Am bekanntesten ist der Reliefstein aus einem Dorf bei Kediri, der im Nationalmuseum Jakarta aufbewahrt und ins 14. Jahrhundert datiert wird.

## Sein Bild im Wayang

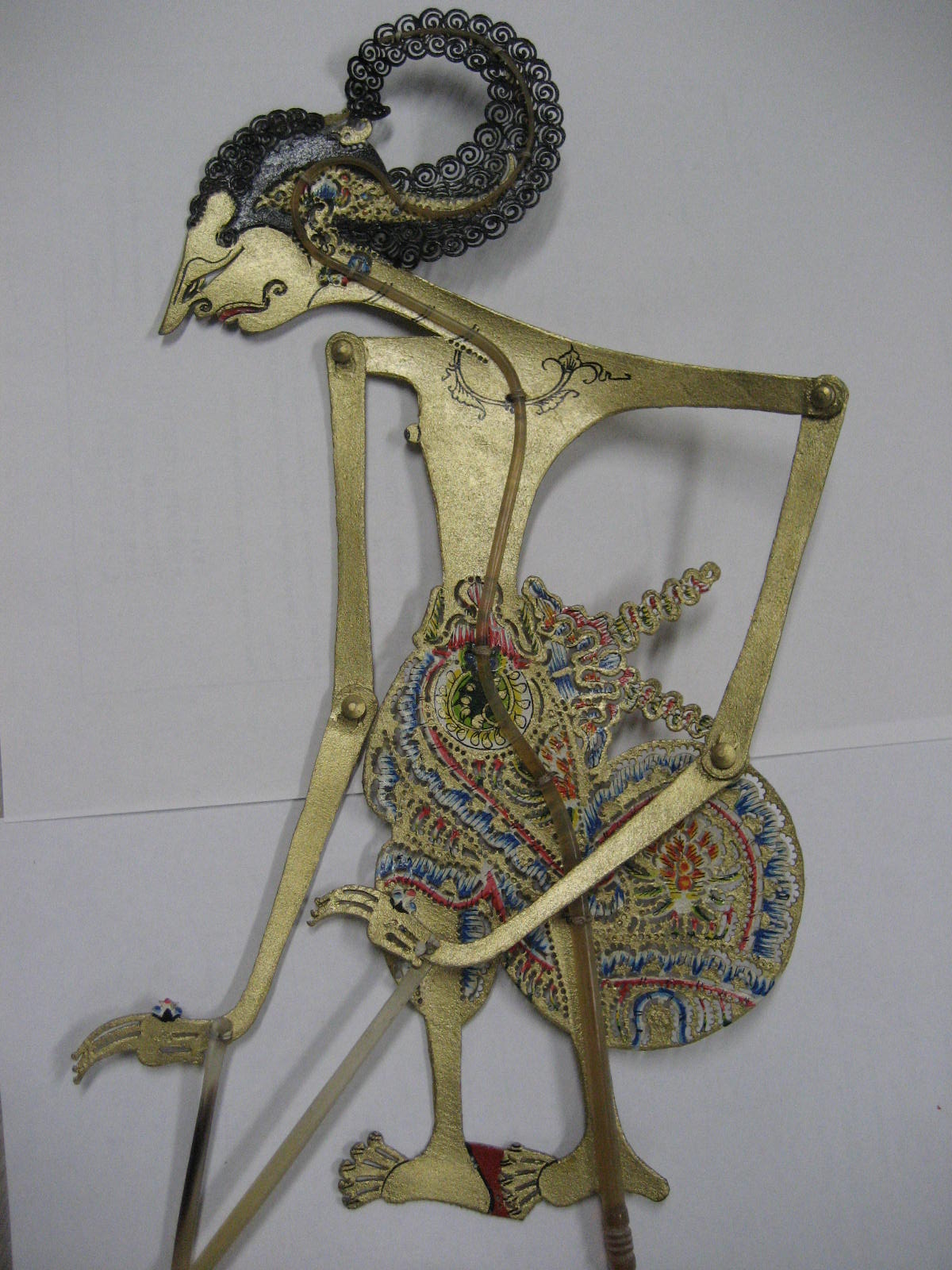
Arjuna als Figur des Wayang Kulit

Arjuna ist eine äußerst populäre Figur im Wayang und Mittelpunkt zahlreicher Lakon-Textbücher, die die Geschichten, die im Wayang aufgeführt werden, enthalten. Neben den Geschichten, die auf dem Mahabharata basieren, ranken sich viele rein javanische Gesichten um Arjuna. Ihm werden dabei alle edlen Eigenschaften zugeschrieben, die auf Java Verehrung finden, wie Friedseligkeit, Höflichkeit, Vornehmheit, Bildung, Klugheit, Mut, Sanftheit im Benehmen und im Ausdruck, Ehrfurcht gegenüber der eigenen Mutter und Höhergestellten, Hilfsbereitschaft. Außerdem gilt er als ein guter Bogenschütze, Liebling der Frauen und schönster Mann der Welt. Arjuna verfügt über bestimmte Waffen und Zauberkräfte, die ihn zum Beispiel unsichtbar machen können. Außerdem besitzt er das Pferd Cipta-Wialaha mit der Peitsche Kyai Pamuk.

## Sonstige Verwendung
Arjuna ist der Namensgeber für eine Klasse von Asteroiden, die Arjuna-Asteroiden.

## Belege
1. ↑  Franke-Benn: Die Wayangwelt – Namen und Gestalten im javanischen Schattenspiel. 1984, S. 64.
2. ↑  Moeller: Die Mythologie der Vedischen Religion und des Hinduismus. 1984, S. 41.
3. ↑  Holtzmann: Arjuna; ein Beitrag zur Reconstruction des Mahâbhârata. 1879, S. 6.
4. ↑  Holtzmann: Arjuna; ein Beitrag zur Reconstruction des Mahâbhârata. 1879, S. 7.
5. ↑  Holtzmann: Arjuna; ein Beitrag zur Reconstruction des Mahâbhârata. 1879, S. 12f.
6. ↑  Holtzmann: Arjuna; ein Beitrag zur Reconstruction des Mahâbhârata. 1879, S. 13f.
7. ↑  Jacobi: Mahābhārata: Inhaltsangabe, Index und Konkordanz der Kalkuttaer und Bombayer Ausgaben. 1903, S. 34.
8. ↑  Holtzmann: Arjuna; ein Beitrag zur Reconstruction des Mahâbhârata. 1879, S. 13f.
9. ↑  Moeller: Die Mythologie der Vedischen Religion und des Hinduismus. 1984, S. 125.
10. ↑  Holtzmann: Arjuna; ein Beitrag zur Reconstruction des Mahâbhârata. 1879, S. 20.
11. 1 2  Straube: Der Kampf des Kiraten mit Arjuna. 2011, S. 377f.
12. ↑  Monier Williams: Indian Epic Poetry. Williams & Norgate, London 1863. S. 103f. Digitalisat
13. ↑  Peter W. Pink: Die altjavanische Literatur in Arne und Eva Eggebrecht (Hrsg.): Versunkene Königreiche Indonesiens. Philipp von Zabern, Mainz 1995. S. 271–285. Hier S. 279f.
14. ↑  Kieven: Arjunas Askese. 1994, S. 23–26.
15. ↑  Kieven: Arjunas Askese. 1994, S. 32.
16. ↑  Kieven: Arjunas Askese. 1994, S. 36.
17. ↑  Kieven: Arjunas Askese. 1994, S. 9, 65–98.
18. ↑  Kieven: Arjunas Askese. 1994, S. 36.
19. ↑  Franke-Benn: Die Wayangwelt – Namen und Gestalten im javanischen Schattenspiel. 1984, S. 64f.
20. ↑  Franke-Benn: Die Wayangwelt – Namen und Gestalten im javanischen Schattenspiel. 1984, S. 65.